# Perły lampowe

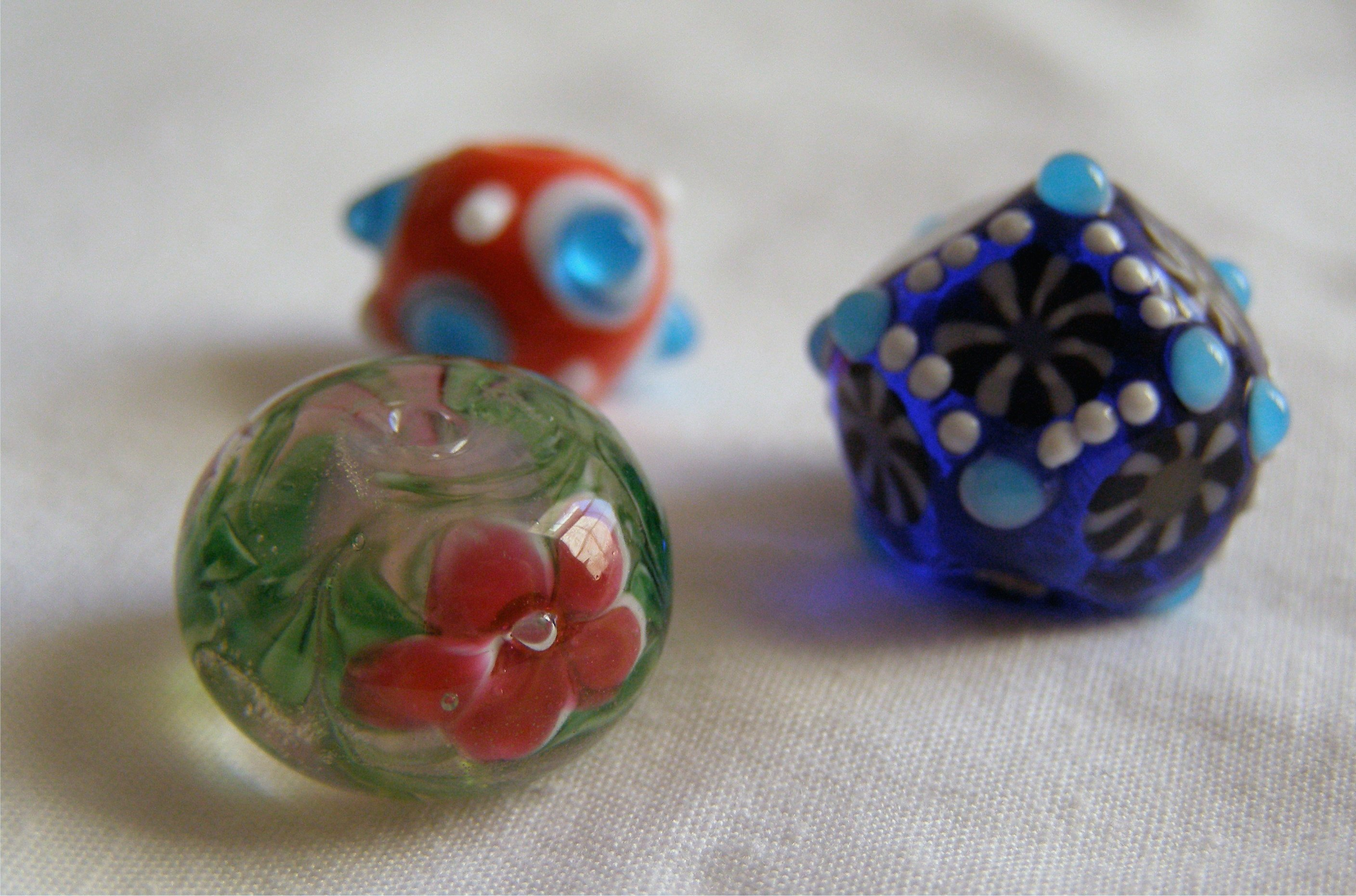
Perły lampowe

Perły lampowe (wł. perle a lume; czes. lampové perle, vinuté perle) – rodzaj szklanych paciorków o najróżniejszych kolorach, kształtach i wielkościach, dekorowanych szklanymi ornamentami, wytwarzanych w procesie obróbki lampowej (palnikowej).

## Nazwa
Niegdyś na Murano do rozgrzewania i topienia szkła, mającego postać długich i cienkich pręcików, służyła przerobiona lampa olejowa (wł. lume = lampa i perle = perły), stąd pochodzi nazwa koralików tego typu. 

## Palniki
Od XVII wieku praktycznie nie zmieniła się technika robienia pereł lampowych, a jedynie źródło płomienia.
Szkło zrobione na Murano jest bardzo „miękkie” w porównaniu do szkła wyprodukowanego gdzieś indziej, dlatego również obecnie palniki stosowane przez artystów-szklarzy z Murano i Wenecji operują w niższym zakresie temperatur, gdyż szkło tu wyprodukowane nie wymaga wysokich temperatur do topienia, gdy płomień palnika ma za wysoką temperaturę, szkło może nawet zostać uszkodzone. W zależności od rodzaju używanego szkła musi więc zostać dobrana odpowiednia (wyższa lub niższa) temperatura płomienia palnika.
Obecnie używa się palników propan-tlen, ale na Murano i w Wenecji palników operujących na bazie gazu i powietrza, które osiągają niższe zakresy temperatur płomienia.

## Wytwarzanie

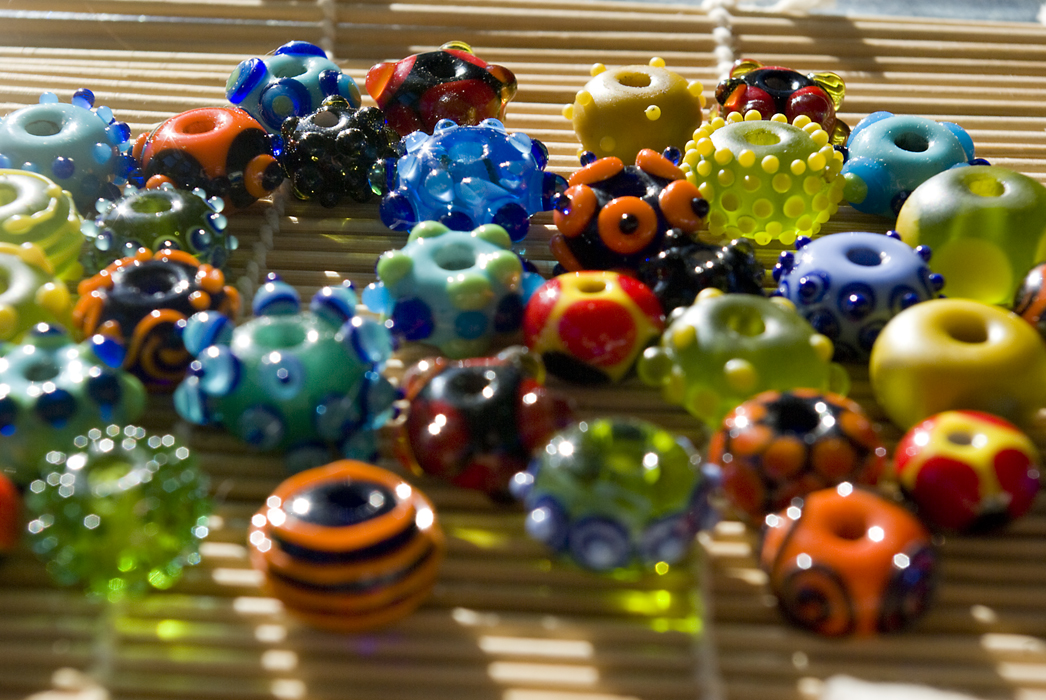
Różne perły lampowe

Perły lampowe wytwarza się w procesie tzw. obróbki lampowej (palnikowej).
Obróbka lampowa jest znana od wieków, lecz mistrzowie-szklarze z Wenecji i Murano udoskonalili ją i spopularyzowali. Do wykonania perły lampowej potrzebny jest palnik i trzpień – metalowy pręt służący do osadzania na nim gorącego plastycznego szkła.
W procesie tym roztopione nad otwartym płomieniem szkło z masywnego szklanego prętu nawija się ręcznie na metalowy drut o różnej grubości (dawnej żelazny, obecnie ze stali nierdzewnej), po którym później pozostaje otwór na nitkę. Niekiedy metalowy drut pokrywany jest uprzednio gliną lub inną substancją zapobiegającą przyklejeniu się szkła do metalu. Drut trzymany jest w jednej ręce i stale obracany. W drugiej ręce nad płomieniem trzymany jest pręcik szklany. Rozgrzane szkło skapuje lub jest owijane na obracany metalowy drut, tworząc koralik. Czynność ta jest kontynuowana aż do osiągnięcia koralika o pożądanej wielkości, która waha się od kilku milimetrów średnicy do około 10 centymetrów długości. Wymagana temperatura płomienia do zmiękczenia lub upłynnienia szkła wynosi odpowiednio od 700 do 1000 °C. Na raz wykonuje się tylko jeden koralik, który jest bogato zdobiony, i który zdejmuje się z drutu dopiero po ochłodzeniu. Stosowanie drutu z miedzi daje czystą w środku dziurkę w koraliku, bez pozostałości środka przeciwprzyczepnego czy nalotu i stanowi rozwiązanie w przypadku szkła przezroczystego, albowiem miedziany drut rozpuszcza się całkowicie w roztworze kwasu, po włożeniu do niego ostudzonych koralików.

### Poszczególne etapy

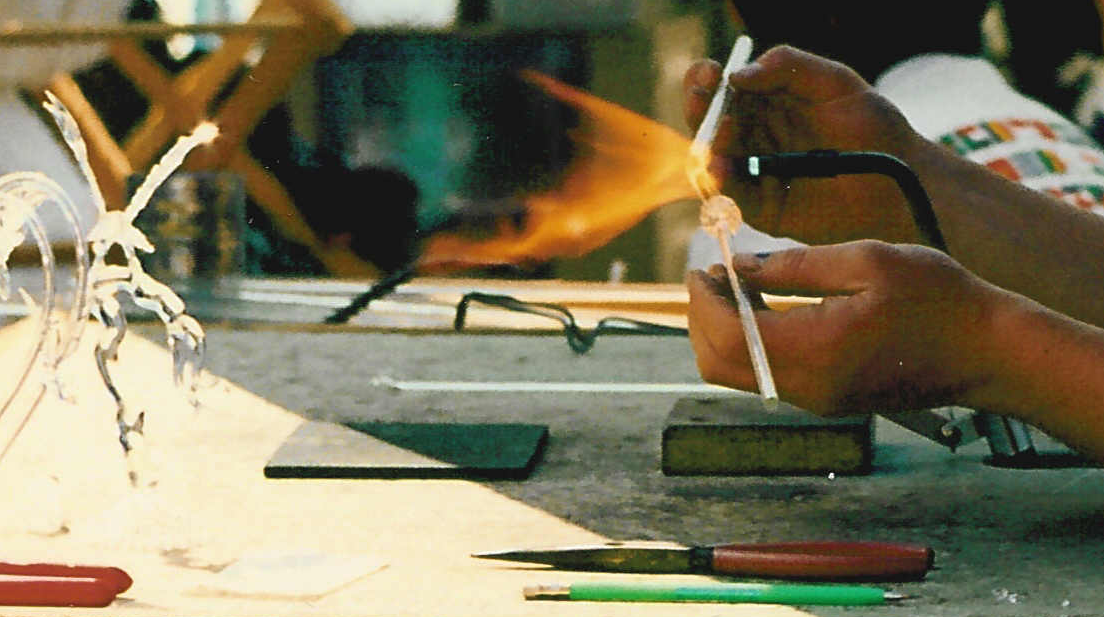
Tworzenie perły lampowej

W procesie wytwarzania pereł lampowych można wyróżnić następujące po sobie czynności:
- pokrycie metalowego drutu (technicznie: trzpień[6]) środkiem zapobiegającym przyklejenie się do niego szkła,
- ogrzanie metalowego drutu i szklanego prętu do odpowiedniej temperatury,
- tworzenie koralika z gorącego plastycznego szkła w wyniku rotacji drutu i użycia narzędzi,
- nadawanie gotowemu koralikowi koloru i dekoracji (może mieć miejsce również podczas tworzenia koralika),
- powolne chłodzenie do temperatury pokojowej (tzw. wyżarzanie szkła[7]),
- usuwanie pozostałości środka przeciwprzyczepnego pozostałego w otworze koralika,
- wygładzanie ostrych brzegów i polerowanie.

## Kształty
Perły lampowe mogą mieć najróżniejsze kształty, otrzymane w wyniku m.in. modyfikowania narzędziami (np. szczypcami) i używania form. Mogą być okrągłe, cylindryczne, stożkowe, dwustożkowe, spłaszczone, kwadratowe, prostokątne lub dowolnego przypadkowego kształtu.

## Zdobienie
Uformowana perła lampowa jest ozdabiana. Proces ma miejsce na ciepło, aby perła nie pękła z powodu szoku termicznego. Do dekorowania wykorzystywane są liczne techniki, np. zastosowanie srebrnej lub złotej folii, nakładanie warstw szkła o innym kolorze czy ozdabianie paskami i wywijasami ze szkła awenturynowego. Perły lampowe są również dekorowane przez kapanie na nie stopionym szkłem z bardzo cienkich szklanych pręcików o średnicy 1 do 2 milimetrów. Po ostudzeniu perły lampowe mogą być również dekorowane, ale przy użyciu innych technik tj. piaskowanie, trawienie kwasem, grawerowanie końcówką diamentową, piłowanie czy polerowanie.
Przykładem bogato ozdobionej perły lampowej jest wenecki koralik nazywany fiorato. Innymi weneckimi perłami lampowymi o charakterystycznym wyglądzie są: perły mozaikowe (inaczej millefiori) oraz perły sommerso, w przypadku których zdobienia (np. cienki płatek złota lub srebra, kolorowe szkło) są pokryte zewnętrzną warstwą przezroczystego szkła. Różne techniki dekoracji mogą być łączone ze sobą, prowadząc do uzyskania niezliczonych, niepowtarzalnych wzorów.

## Uznanie przez UNESCO
Sztuka i know-how robienia weneckich pereł lampowych oraz innych weneckich szklanych korali (i francuskich) została w 2020 roku oficjalnie uznana przez UNESCO i wpisana na listę niematerialnego dziedzictwa kulturowego ludzkości, celem jej ochrony i zachowania dla przyszłych pokoleń.